# فاو
الفاو (به عربی: الفاو ) یک منطقهٔ مسکونی در عراق است که در استان بصره واقع شده‌است. این شهر در سال ۱۳۶۴ در جنگ ایران و عراق سقوط کرد و به مدتی طولانی در دست نیرو های سپاه پاسداران و ارتش ایران بود .